# Championnat du monde des voitures de tourisme 2017
Navigation
2016 2018 (WTCR)
La saison 2017 du championnat du monde de voiture de tourisme (World Touring Car Championship) est la 13e saison et dernière saison du FIA WTCC, ce dernier fusionnant avec le TCR pour créer la Coupe du monde FIA des voitures de tourisme.

## Repères de début de saison
Quelques changements réglementaires ont lieu.
Écuries
Münnich Motorsport change de constructeur, passant de Chevrolet à Citroën.

## Engagés
| Engagés TC1 constructeurs       | Engagés TC1 constructeurs | Engagés TC1 constructeurs | Engagés TC1 constructeurs | Engagés TC1 constructeurs |
| Équipe                          | Voiture                   | No.                       | Pilotes                   | Manches                   |
| ------------------------------- | ------------------------- | ------------------------- | ------------------------- | ------------------------- |
| Honda Racing Team JAS           | Honda Civic WTCC          | 5                         | Norbert Michelisz         | Toutes                    |
| Honda Racing Team JAS           | Honda Civic WTCC          | 18                        | Tiago Monteiro            | Toutes                    |
| Honda Racing Team JAS           | Honda Civic WTCC          | 34                        | Ryo Michigami             | Toutes                    |
| Polestar Cyan Racing            | Volvo S60 Polestar TC1    | 61                        | Néstor Girolami           | Toutes                    |
| Polestar Cyan Racing            | Volvo S60 Polestar TC1    | 62                        | Thed Björk                | Toutes                    |
| Polestar Cyan Racing            | Volvo S60 Polestar TC1    | 63                        | Nick Catsburg             | Toutes                    |
| Engagés TC1 indépendants        |                           |                           |                           |                           |
| Ecurie                          | Voiture                   | No.                       | Pilotes                   | Manches                   |
| Sébastien Loeb Racing           | Citroën C-Elysée WTCC     | 3                         | Tom Chilton               | 1–6                       |
| Sébastien Loeb Racing           | Citroën C-Elysée WTCC     | 25                        | Mehdi Bennani             | 1–6                       |
| Sébastien Loeb Racing           | Citroën C-Elysée WTCC     | 27                        | John Filippi              | 1–6                       |
| Zengő Motorsport                | Honda Civic WTCC          | 8                         | Aurélien Panis            | 1–5                       |
| Zengő Motorsport                | Honda Civic WTCC          | 66                        | Zsolt Szabó               | 6–10                      |
| Zengő Motorsport                | Honda Civic WTCC          | 99                        | Dániel Nagy               | 1–6                       |
| ROAL Motorsport                 | Chevrolet RML Cruze TC1   | 9                         | Tom Coronel               | 1–6                       |
| ALL-INKL.COM Münnich Motorsport | Citroën C-Elysée WTCC     | 12                        | Robert Huff               | Toutes                    |
| RC Motorsport                   | Lada Vesta WTCC           | 22                        | Manuel Fernandes          | 5                         |
| RC Motorsport                   | Lada Vesta WTCC           | 24                        | Kevin Gleason             | 2–6                       |
| RC Motorsport                   | Lada Vesta WTCC           | 68                        | Yann Ehrlacher            | 1–6                       |
| RC Motorsport                   | Lada Vesta WTCC           | TBA                       | Filipe de Souza           | 7–8                       |
| Campos Racing                   | Chevrolet RML Cruze TC1   | 86                        | Esteban Guerrieri         | 1–6                       |

## Calendrier de la saison 2017
Le calendrier de la saison 2017 est dévoilé le 1er décembre 2016. Les circuits de Macao et de Monza font leur retour tandis que les épreuves en France, Russie et Slovaquie disparaissent du calendrier. 
Initialement prévue à Shanghai, la manche chinoise se déroule finalement à Ningbo. 
| Rnd. | Course | Événement                  | Circuit                             | Date         | Course(s) de support                                             |
| ---- | ------ | -------------------------- | ----------------------------------- | ------------ | ---------------------------------------------------------------- |
| 1    | 1      | AFRIQUIA Race of Morocco   | Circuit Moulay El Hassan            | 9 avril      | Aucune                                                           |
| 1    | 2      | AFRIQUIA Race of Morocco   | Circuit Moulay El Hassan            | 9 avril      | Aucune                                                           |
| 2    | 3      | OSCARO Race of Italy       | Autodromo Nazionale di Monza, Monza | 30 avril     | Coupe d'Europe des voitures de tourisme                          |
| 2    | 4      | OSCARO Race of Italy       | Autodromo Nazionale di Monza, Monza | 30 avril     | Coupe d'Europe des voitures de tourisme                          |
| 3    | 5      | JVCKENWOOD Race of Hungary | Hungaroring                         | 14 mai       | Coupe d'Europe des voitures de tourisme                          |
| 3    | 6      | JVCKENWOOD Race of Hungary | Hungaroring                         | 14 mai       | Coupe d'Europe des voitures de tourisme                          |
| 4    | 7      | Race of Germany            | Nürburgring Nordschleife            | 27 mai       | 24 Heures du Nürburgring Coupe d'Europe des voitures de tourisme |
| 4    | 8      | Race of Germany            | Nürburgring Nordschleife            | 27 mai       | 24 Heures du Nürburgring Coupe d'Europe des voitures de tourisme |
| 5    | 9      | Race of Portugal           | Circuit international de Vila Real  | 25 juin      | Coupe d'Europe des voitures de tourisme                          |
| 5    | 10     | Race of Portugal           | Circuit international de Vila Real  | 25 juin      | Coupe d'Europe des voitures de tourisme                          |
| 6    | 11     | Race of Argentina          | Autódromo Termas de Río Hondo       | 16 juillet   | Campeonato Argentino de Turismo Nacional                         |
| 6    | 12     | Race of Argentina          | Autódromo Termas de Río Hondo       | 16 juillet   | Campeonato Argentino de Turismo Nacional                         |
| 7    | 13     | Race of China              | Ningbo International Circuit        | 15 octobre   | China Touring Car Championship F4 Chinese Championship           |
| 7    | 14     | Race of China              | Ningbo International Circuit        | 15 octobre   | China Touring Car Championship F4 Chinese Championship           |
| 8    | 15     | JVCKENWOOD Race of Japan   | Twin Ring Motegi                    | 29 octobre   | Aucune                                                           |
| 8    | 16     | JVCKENWOOD Race of Japan   | Twin Ring Motegi                    | 29 octobre   | Aucune                                                           |
| 9    | 17     | JVCKENWOOD Race of Macau   | Guia Circuit, Macao                 | 19 novembre  | China Touring Car Championship TCR China Series                  |
| 9    | 18     | JVCKENWOOD Race of Macau   | Guia Circuit, Macao                 | 19 novembre  | China Touring Car Championship TCR China Series                  |
| 10   | 19     | Race of Qatar              | Losail International Circuit        | 1er décembre | Aucune                                                           |
| 10   | 20     | Race of Qatar              | Losail International Circuit        | 1er décembre | Aucune                                                           |

## Résultats

### Balance de poids
- base weight of 1,100 kg

| Voiture                 | MAR    | ITA    | HUN    | DEU    | PRT    | ARG    | CHN    | JPN    | MAC    | QAT    |
| ----------------------- | ------ | ------ | ------ | ------ | ------ | ------ | ------ | ------ | ------ | ------ |
| Citroën C-Elysée WTCC   | +50 kg | +50 kg | +60 kg | +80 kg | +80 kg | +80 kg | +50 kg | +40 kg | 0 kg   | +60 kg |
| Honda Civic WTCC        | 0 kg   | 0 kg   | +80 kg | +70 kg | +50 kg | +60 kg | +80 kg | +80 kg | +70 kg | +80 kg |
| Chevrolet RML Cruze TC1 | 0 kg   | 0 kg   | 0 kg   | +30 kg | +20 kg | 0 kg   | 0 kg   | +10 kg | +10 kg | +10 kg |
| Lada Vesta WTCC         | 0 kg   | 0 kg   | 0 kg   | 0 kg   | 0 kg   | 0 kg   | 0 kg   | 0 kg   | 0 kg   | +10 kg |
| Volvo S60 Polestar TC1  | 0 kg   | 0 kg   | +80 kg | +80 kg | +80 kg | +60 kg | +70 kg | +70 kg | +80 kg | +80 kg |

### Résultats des courses
| Manche | Événement           | Vainqueur MAC3 | Pole position     | Meilleur tour     | Pilote vainqueur  | Équipe gagnante                 | Constructeur gagnant | Vainqueur indépendants |
| ------ | ------------------- | -------------- | ----------------- | ----------------- | ----------------- | ------------------------------- | -------------------- | ---------------------- |
| 1      | Race of Morocco     | Volvo          |                   | Dániel Nagy       | Esteban Guerrieri | Campos Racing                   | Chevrolet            | Esteban Guerrieri      |
| 2      | Race of Morocco     | Volvo          | Tiago Monteiro    | Esteban Guerrieri | Tiago Monteiro    | Honda Racing Team JAS           | Honda                | Tom Chilton            |
| 3      | Race of Italy       | Volvo          |                   | Thed Björk        | Tom Chilton       | Sébastien Loeb Racing           | Citroën              | Tom Chilton            |
| 4      | Race of Italy       | Volvo          | Thed Björk        | Thed Björk        | Thed Björk        | Polestar Cyan Racing            | Volvo                | Robert Huff            |
| 5      | Race of Hungary     | Honda          |                   | Esteban Guerrieri | Tiago Monteiro    | Honda Racing Team JAS           | Honda                | Tom Chilton            |
| 6      | Race of Hungary     | Honda          | Robert Huff       | Robert Huff       | Mehdi Bennani     | Sébastien Loeb Racing           | Citroën              | Mehdi Bennani          |
| 7      | Race of Germany     | Volvo          |                   | Tom Chilton       | Thed Björk        | Polestar Cyan Racing            | Volvo                | Mehdi Bennani          |
| 8      | Race of Germany     | Volvo          | Norbert Michelisz | Nick Catsburg     | Nick Catsburg     | Polestar Cyan Racing            | Volvo                | Robert Huff            |
| 9      | Race of Portugal    | Volvo          |                   | Norbert Michelisz | Mehdi Bennani     | Sébastien Loeb Racing           | Citroën              | Mehdi Bennani          |
| 10     | Race of Portugal    | Volvo          | Norbert Michelisz | Robert Huff       | Norbert Michelisz | Honda Racing Team JAS           | Honda                | Robert Huff            |
| 11     | Race of Argentina   | Volvo          |                   | Thed Björk        | Yann Ehrlacher    | RC Motorsport                   | Lada                 | Yann Ehrlacher         |
| 12     | Race of Argentina   | Volvo          | Nick Catsburg     | Nick Catsburg     | Norbert Michelisz | Honda Racing Team JAS           | Honda                | Esteban Guerrieri      |
| 13     | Race of China       | Volvo          |                   | Esteban Guerrieri | Esteban Guerrieri | Campos Racing                   | Chevrolet            | Esteban Guerrieri      |
| 14     | Race of China       | Volvo          | Néstor Girolami   | Zsolt Szabó       | Néstor Girolami   | Polestar Cyan Racing            | Volvo                | Tom Chilton            |
| 15     | Race of Japan       | Honda          |                   | Tom Chilton       | Tom Chilton       | Sébastien Loeb Racing           | Citroën              | Tom Chilton            |
| 16     | Race of Japan       | Honda          | Norbert Michelisz | Nick Catsburg     | Norbert Michelisz | Honda Racing Team JAS           | Honda                | Mehdi Bennani          |
| 17     | Grand Prix de Macao | Honda          |                   | Robert Huff       | Mehdi Bennani     | Sébastien Loeb Racing           | Citroën              | Mehdi Bennani          |
| 18     | Grand Prix de Macao | Honda          | Robert Huff       | Ma Qing Hua       | Robert Huff       | ALL-INKL.COM Münnich Motorsport | Citroën              | Robert Huff            |
| 19     | Race of Qatar       | Volvo          |                   | Mehdi Bennani     | Tom Chilton       | Sébastien Loeb Racing           | Citroën              | Tom Chilton            |
| 20     | Race of Qatar       | Volvo          | Esteban Guerrieri | Esteban Guerrieri | Esteban Guerrieri | Honda Racing Team JAS           | Honda                | Robert Huff            |

## Classements

### Attribution des points
Les points pour l'attribution du titre de champion du monde de WTCC sont décernés comme ceci :
| Position           | 1er | 2e | 3e | 4e | 5e | 6e | 7e | 8e | 9e | 10e |
| Course d'ouverture | 25  | 18 | 15 | 12 | 10 | 8  | 6  | 4  | 2  | 1   |
| Course             | 30  | 23 | 19 | 16 | 13 | 10 | 7  | 4  | 2  | 1   |

La deuxième course de la manche chinoise n’a octroyé que la moitié des points aux pilotes.
Notes
- 1 2 3 4 5 renvoient au classement des pilotes après les qualifications pour la seconde manche, où des points sont accordés selon le barème suivant : 5–4–3–2–1.

### Classement des pilotes
| Pos. | Pilote            | MAR | MAR | ITA | ITA | HUN | HUN  | DEU | DEU | PRT | PRT | ARG | ARG | CHN | CHN  | JPN | JPN  | MAC | MAC | QAT | QAT | Pts.  |
| ---- | ----------------- | --- | --- | --- | --- | --- | ---- | --- | --- | --- | --- | --- | --- | --- | ---- | --- | ---- | --- | --- | --- | --- | ----- |
| 1    | Thed Björk        | 2   | 7   | 5   | 1   | NC  | 7    | 1   | 45  | 3   | 23  | 6   | 35  | NC  | 2    | 4   | 5    | 4   | 54  | 5   | 4   | 283.5 |
| 2    | Norbert Michelisz | 5   | 23  | NC  | 6   | NC  | 4    | 7   | 21  | 7   | 1   | 14  | 12  | DSQ | DSQ  | 7   | 1    | 5   | 2   | 9   | 8   | 255   |
| 3    | Tom Chilton       | 7   | 5   | 1   | Ret | 2   | 3    | 4   | 5   | 4   | 6   | 4   | 7   | Ret | 34   | 1   | 10   | 8   | 3   | 1   | 5   | 248.5 |
| 4    | Esteban Guerrieri | 1   | 13  | 4   | 8   | 6   | 63   | 5   | 8   | Ret | 8   | 3   | 4   | 1   | 45   | 3   | 4    | 6   | 45  | 10  | 1   | 241   |
| 5    | Nicky Catsburg    | 4   | 4   | 8   | 4   | 5   | 24   | 6   | 12  | 5   | 45  | 15  | 161 | 3   | 5    | 9   | 2    | 9   | 13  | 8   | 32  | 238.5 |
| 6    | Mehdi Bennani     | 3   | 65  | NC  | 7   | 7   | 12   | 2   | 6   | 1   | 7   | 2   | 5   | NC  | 11   | 5   | 6    | 1   | 7   | 2   | Ret | 234   |
| 7    | Robert Huff       | Ret | 94  | 2   | 3   | 3   | 101  | 3   | 3   | 6   | 52  | 7   | 9   | Ret | 12†3 | 8   | 11   | 7   | 1   | 7   | 23  | 215   |
| 8    | Tiago Monteiro    | 6   | 1   | 3   | 2   | 1   | 5    | 15  | 134 | 2   | 34  | 5   | 23  |     |      |     |      |     |     |     |     | 200   |
| 9    | Néstor Girolami   | 9   | 32  | NC  | 5   | 4   | Ret5 | Ret | DNS | 8   | 9   | 16  | 6   | Ret | 1    | 11  | 3    | 13  | 9   |     |     | 112   |
| 10   | Yann Ehrlacher    | Ret | 12  | 11  | 9   | 8   | 8    | 9   | 9   | 9   | 11  | 1   | 8   | 2   | 8    | 2   | 7    | 12  | 14  | 13  | 12  | 90    |
| 11   | Tom Coronel       | 8   | 8   | 6   | 11  | 9   | 9    | 8   | 7   | DNS | DNS | 9   | 10  | 7†  | 9    | 13  | 13   | 2   | 6   | 11  | 11  | 69    |
| 12   | John Filippi      | NC  | 11  | 7   | 10  | 14† | 11   | 10  | 10  | 10  | 10  | 8   | 12  | 4   | 6    | 12  | 9    | 11  | 16  | 4   | 9   | 48    |
| 13   | Kevin Gleason     |     |     | 9   | 13  | 12  | 12   | 12  | 11  | Ret | 12  | 11  | 13  | 5   | 7    | 6   | 8    | 10  | 8   | 3   | 14  | 47.5  |
| 14   | Ryo Michigami     | Ret | 10  | Ret | Ret | 11  | 13   | 11  | Ret | Ret | 13  | 10  | 11  | DSQ | DSQ  | 10  | Ret5 | 3   | 15  | 14  | 10  | 20    |
| 15   | Yvan Muller       |     |     |     |     |     |      |     |     |     |     |     |     |     |      |     |      |     |     | 6   | 75  | 16    |
| 16   | Kris Richard      |     |     |     |     |     |      |     |     |     |     |     |     |     |      | 14  | 12   |     |     | 12  | 6   | 10    |
| 17   | Filipe de Souza   |     |     |     |     |     |      |     |     |     |     |     |     | 6   | 10   | 16  | 15   |     |     |     |     | 8.5   |
| 18   | Aurélien Panis    | 10  | Ret | DNS | 12  | 10  | 14   | 13  | 12  | 11  | 16† |     |     |     |      |     |      |     |     |     |     | 2     |
| 19   | Dániel Nagy       | 11† | 14  | 10  | Ret | 13  | Ret  | 14  | Ret | 13  | 14  | 12  | 14  | DSQ | DSQ  | 15  | 14   | 15  | 11  | 15  | 13  | 1     |
| 20   | Zsolt Szabó       |     |     |     |     |     |      |     |     |     |     | 13  | 15  | DSQ | DSQ  | 17  | 16   | 16  | 10  | 16  | 15  | 1     |
| 21   | Ma Qinghua        |     |     |     |     |     |      |     |     |     |     |     |     |     |      |     |      | 14  | 12  |     |     | 0     |
| 22   | Manuel Fernandes  |     |     |     |     |     |      |     |     | 12  | 15  |     |     |     |      |     |      |     |     |     |     | 0     |
| 23   | Mak Ka Lok        |     |     |     |     |     |      |     |     |     |     |     |     |     |      |     |      | 17  | 17  |     |     | 0     |
| 24   | Wong Po Wah       |     |     |     |     |     |      |     |     |     |     |     |     |     |      |     |      | 18  | DNS |     |     | 0     |
| -    | Chan Kin Pong     |     |     |     |     |     |      |     |     |     |     |     |     |     |      |     |      | WD  | WD  |     |     | 0     |
| -    | Gabriele Tarquini |     |     |     |     |     |      |     |     |     |     |     |     | DSQ | DSQ  |     |      |     |     |     |     | -     |

| Couleur  | Résultat                       |
| -------- | ------------------------------ |
| Or       | Vainqueur                      |
| Argent   | 2e place                       |
| Bronze   | 3e place                       |
| Vert     | Classé dans les points         |
| Bleu     | Classé hors des points         |
| Bleu     | Non classé (Nc.)               |
| Violet   | Abandon (Abd.)                 |
| Rouge    | Non qualifié (Nq.)             |
| Rouge    | Non pré-qualifié (Npq.)        |
| Noir     | Disqualifié (Dsq.)             |
| Blanc    | Non partant (Np.)              |
| Blanc    | Forfait (Forf.)                |
| Blanc    | Course annulée (A)             |
| Neutre   | Non présent                    |
| Neutre   | Exclu (Ex.)                    |
| Gras     | Pole position                  |
| Italique | Meilleur tour en course        |
| †        | Classé sans terminer la course |
| 1 2 3 …  | Classement dans la catégorie   |

### Classement des constructeurs
Les points pour le classement constructeurs sont attribués selon le même système que pour les pilotes. Les deux meilleures voitures de chaque marque engagée officiellement (pour cette saison, seul Chevrolet n'a pas un engagement officiel) sont comptabilisées, les voitures supplémentaires sont "invisibles". De plus, les points de l'épreuve MAC3 seront attribués de la manière suivante :
| Position | 1er | 2e | 3e |
| -------- | --- | -- | -- |
| Points   | 12  | 8  | 6  |

| Pos. | Équipe         | MAR | MAR | MAR | ITA | ITA | ITA | HUN | HUN | HUN | DEU | DEU | DEU | PRT | PRT | PRT | ARG | ARG | ARG | CHN | CHN | CHN | JPN | JPN | JPN | MAC | MAC | MAC | QAT | QAT | QAT | Pts.  |
| Pos. | Équipe         | M   | R1  | R2  | M   | R1  | R2  | M   | R1  | R2  | M   | R1  | R2  | M   | R1  | R2  | M   | R1  | R2  | M   | R1  | R2  | M   | R1  | R2  | M   | R1  | R2  | M   | R1  | R2  | Pts.  |
| ---- | -------------- | --- | --- | --- | --- | --- | --- | --- | --- | --- | --- | --- | --- | --- | --- | --- | --- | --- | --- | --- | --- | --- | --- | --- | --- | --- | --- | --- | --- | --- | --- | ----- |
| 1    | Volvo Polestar | 1   | 1   | 32  | 1   | 2   | 1   | 2   | 2   | 1   | 1   | 1   | 12  | 1   | 2   | 2   | 1   | 2   | 31  | 1   | 1   | 1   | 2   | 2   | 2   | 2   | 2   | 32  | 1   | 1   | 2   | 908.5 |
| 1    | Volvo Polestar | 1   | 2   | 4   | 1   | 3   | 3   | 2   | 3   | 42  | 1   | 2   | 34  | 1   | 3   | 4   | 1   | 4   | 4   | 1   | NC  | 2   | 2   | 4   | 3   | 2   | 4   | 4   | 1   | 2   | 3   | 908.5 |
| 2    | Honda          | 2   | 3   | 1   | 2   | 1   | 2   | 1   | 1   | 23  | 2   | 3   | 21  | 2   | 1   | 1   | 2   | 1   | 12  | DSQ | DSQ | DSQ | 1   | 1   | 1   | 1   | 1   | 1   | 2   | 3   | 1   | 880   |
| 2    | Honda          | 2   | 4   | 23  | 2   | 4   | 4   | 1   | 4   | 34  | 2   | 4   | 43  | 2   | 4   | 3   | 2   | 3   | 23  | DSQ | DSQ | DSQ | 1   | 3   | 4   | 1   | 3   | 23  | 2   | 4   | 4   | 880   |

### Classement WTCC Trophy
Le WTCC Trophy récompense le meilleur pilote privé. Les points pour l'attribution du trophée Yokohama sont décernés aux 8 premiers de chaque manche, un point supplémentaire est attribué au pilote s'étant le mieux qualifié et un autre point supplémentaire est attribué au pilote ayant réalisé le meilleur tour en course.
| Position | 1er | 2e | 3e | 4e | 5e | 6e | 7e | 8e |
| -------- | --- | -- | -- | -- | -- | -- | -- | -- |
| Points   | 10  | 8  | 6  | 5  | 4  | 3  | 2  | 1  |

| Pos. | Pilote            | MAR | MAR | ITA | ITA | HUN | HUN | DEU | DEU | PRT | PRT | ARG | ARG | CHN | CHN | JPN | JPN | MAC | MAC | QAT | QAT | Pts.  |
| ---- | ----------------- | --- | --- | --- | --- | --- | --- | --- | --- | --- | --- | --- | --- | --- | --- | --- | --- | --- | --- | --- | --- | ----- |
| 1    | Tom Chilton       | 3   | 1   | 1   | Ret | 1   | 2   | 3   | 2   | 2   | 2   | 4   | 3   | Ret | 1   | 1   | 5   | 4   | 2   | 1   | 2   | 138   |
| 2    | Robert Huff       | Ret | 4   | 2   | 1   | 2   | 6   | 2   | 1   | 3   | 1   | 5   | 5   | Ret | 9   | 5   | 6   | 3   | 1   | 5   | 1   | 129   |
| 3    | Mehdi Bennani     | 2   | 2   | NC  | 2   | 4   | 1   | 1   | 3   | 1   | 3   | 2   | 2   | NC  | 8   | 3   | 1   | 1   | 4   | 2   | Ret | 128.5 |
| 4    | Esteban Guerrieri | 1   | 7   | 3   | 3   | 3   | 3   | 4   | 5   | Ret | 4   | 3   | 1   | 1   | 2   |     |     |     |     |     |     | 85    |
| 5    | Yann Ehrlacher    | Ret | 6   | 8   | 4   | 5   | 4   | 6   | 6   | 4   | 6   | 1   | 4   | 2   | 5   | 2   | 2   | 7   | 9   | 8   | 6   | 80    |
| 6    | Tom Coronel       | 4   | 3   | 4   | 6   | 6   | 5   | 5   | 4   | DNS | DNS | 7   | 6   | 6   | 6   | 7   | 8   | 2   | 3   | 6   | 5   | 68.5  |
| 7    | John Filippi      | NC  | 5   | 5   | 5   | 10  | 7   | 7   | 7   | 5   | 5   | 6   | 7   | 3   | 3   | 6   | 4   | 6   | 10  | 4   | 4   | 61    |
| 8    | Kevin Gleason     |     |     | 6   | 8   | 8   | 8   | 8   | 8   | Ret | 7   | 8   | 8   | 4   | 4   | 4   | 3   | 5   | 5   | 3   | 8   | 45.5  |
| 9    | Dániel Nagy       | 6†  | 8   | 7   | Ret | 9   | Ret | 10  | Ret | 8   | 8   | 9   | 9   | DSQ | DSQ | 9   | 9   | 10  | 7   | 9   | 7   | 13    |
| 10   | Kris Richard      |     |     |     |     |     |     |     |     |     |     |     |     |     |     | 8   | 7   |     |     | 7   | 3   | 11    |
| 11   | Aurélien Panis    | 5   | Ret | DNS | 7   | 7   | 9   | 9   | 9   | 6   | 10† |     |     |     |     |     |     |     |     |     |     | 11    |
| 12   | Filipe de Souza   |     |     |     |     |     |     |     |     |     |     |     |     | 5   | 7   | 10  | 10  |     |     |     |     | 5     |
| 13   | Zsolt Szabó       |     |     |     |     |     |     |     |     |     |     | 10  | 10  | DSQ | DSQ | 11  | 11  | 10  | 6   | 10  | 9   | 3     |
| 14   | Ma Qinghua        |     |     |     |     |     |     |     |     |     |     |     |     |     |     |     |     | 8   | 8   |     |     | 3     |
| 15   | Manuel Fernandes  |     |     |     |     |     |     |     |     | 7   | 9   |     |     |     |     |     |     |     |     |     |     | 2     |
| 16   | Mak Ka Lok        |     |     |     |     |     |     |     |     |     |     |     |     |     |     |     |     | 11  | 12  |     |     | 0     |
| 17   | Wong Po Wah       |     |     |     |     |     |     |     |     |     |     |     |     |     |     |     |     | 12  | DNS |     |     | 0     |
| -    | Chan Kin Pong     |     |     |     |     |     |     |     |     |     |     |     |     |     |     |     |     | WD  | WD  |     |     | 0     |

Gras – Pole

Italique – Meilleur tour

### Classement WTCC Teams Trophy
Le WTCC Teams Trophy récompense la meilleure équipe privé. Les points pour ce classement sont attribués selon le même système que pour le trophée des pilotes. Les deux meilleures voitures de chaque équipe privés sont comptabilisées.
| Pos. | Équipe                          | MAR | MAR | ITA | ITA | HUN | HUN | DEU | DEU | PRT | PRT | ARG | ARG | CHN | CHN | JPN | JPN | MAC | MAC | QAT | QAT | Pts. |
| ---- | ------------------------------- | --- | --- | --- | --- | --- | --- | --- | --- | --- | --- | --- | --- | --- | --- | --- | --- | --- | --- | --- | --- | ---- |
| 1    | Sébastien Loeb Racing           | 2   | 1   | 1   | 2   | 1   | 1   | 1   | 2   | 1   | 2   | 2   | 2   | 3   | 1   | 1   | 1   | 1   | 2   | 1   | 2   | 175  |
| 2    | ALL-INKL.COM Münnich Motorsport | Ret | 3   | 2   | 1   | 2   | 5   | 2   | 1   | 2   | 1   | 4   | 4   | Ret | 5   | 3   | 3   | 3   | 1   | 3   | 1   | 128  |
| 3    | Campos Racing                   | 1   | 5   | 3   | 3   | 3   | 2   | 3   | 4   | Ret | 3   | 3   | 1   | 1   | 2   | 5   | 4   | 6   | DNS | 5   | 3   | 109  |
| 4    | RC Motorsport                   | Ret | 4   | 5   | 4   | 4   | 3   | 5   | 5   | 3   | 4   | 1   | 3   | 2   | 3   | 2   | 2   | 4   | 4   | 2   | 5   | 109  |
| 5    | ROAL Motorsport                 | 3   | 2   | 4   | 5   | 5   | 4   | 4   | 3   | DNS | DNS | 5   | 5   | 4   | 4   | 4   | 5   | 2   | 3   | 4   | 4   | 91.5 |
| 6    | Zengő Motorsport                | 4   | 6   | 6   | 6   | 6   | 6   | 6   | 6   | 4   | 5   | 6   | 6   | DSQ | DSQ | 6   | 6   | 5   | 5   | 6   | 6   | 61   |